# John Galsworthy
John Galsworthy (ur. 14 sierpnia 1867 w Kingston upon Thames, zm. 31 stycznia 1933 w Londynie) – brytyjski powieściopisarz, nowelista, poeta i dramaturg, przedstawiciel realizmu krytycznego, w literaturze angielskiej, tradycyjnie nazywany „epikiem ery wiktoriańskiej”, uznany za życia za jednego z najwybitniejszych pisarzy przełomu XIX i XX wieku. Laureat Nagrody Nobla w dziedzinie literatury za rok 1932; z uzasadnienia komisji otrzymał ją „za wielką sztukę prozatorską której szczytem jest Saga rodu Forsyte’ów, wielotomowa powieść rzeka autora, nad którą pracował przeszło 20 lat twórczej aktywności. Za życia pisarstwo Galsworthy’ego cieszyło się ogromnym uznaniem, współcześnie zaś spotyka się ono ze skrajnymi opiniami historyków literatury: podczas gdy jedni widzą w nim twórcę miernego, drudzy podkreślają jego wybitny talent pisarski.
Naczelną cechą prozy Galsworthy’ego jest skłonność do współczucia wobec ludzkiej krzywdy i zatracania wartości, stąd Saga rodu Forsyte’ów stała się swego czasu jednym z ważnych dokumentów społeczeństwa angielskiego w czasie gwałtownego rozwoju gospodarczego. Autorytet noblisty w kwestiach etycznych sprawił, że Winston Churchill konsultował z nim reformy, tuż przed ogłoszeniem ich w parlamencie. Pisarz odrzucał awangardowe i estetyzujące tendencje w najnowszej prozie, przyjmował postawę jawnie antymodernistyczną, poczuwając się do roli nauczyciela moralności. Joseph Conrad nazwał go „humanitarnym moralistą”, zaś Stanisław Helsztyński – doceniając bezstronność pisarza – powiedział, iż „w szaty proroka nigdy się nie stroi, nad niczym szat nie rozdziera”.
Uważa się, że Galsworthy był ostatnim wielkim twórcą starej szkoły pisania powieści, a przy tym kontynuatorem nurtu realizmu krytycznego zapoczątkowanego przez takich pisarzy, jak Herbert George Wells, Arnold Bennett oraz George Bernard Shaw. Na początku XX wieku noblista ściągnął na siebie krytykę artystycznej awangardy, zwłaszcza Virginii Woolf i Jamesa Joyce’a, którzy zarzucali mu konserwatyzm, „zdradę sztuki pisarskiej” oraz zainteresowanie „zewnętrznymi pozorami” zamiast „istotą rzeczy”. W krótki czas potem pisarstwo Galsworthy’ego popadło w zapomnienie.

## Życiorys
John Galsworthy urodził się 14 sierpnia 1867 w Kingston upon Thames jako jedynak zamożnej rodziny ziemiańskiej, Johna Galsworthy’ego seniora oraz Blanche z domu Bailey. Ojciec przyszłego pisarza, bogaty prawnik i dyrektor Kompanii Londyńskiej, mógł zapewnić synowi wykształcenie. John uczęszczał więc najpierw do ekskluzywnej szkoły w Harrow, by później rozpocząć studia na New College w Oksfordzie.
W 1890 John został adwokatem, nie przystąpił jednak do zawodu, oddając się raczej pasji literackiej i podróżowaniu. Podczas jednego z wyjazdów poznał, nieznanego jeszcze w świecie artystycznym, Josepha Conrada, wówczas pierwszego oficera na kliprze pasażerskim „Torrens”. Galsworthy pomógł mu postawić pierwsze kroki na angielskiej ziemi, a także sportretował go w noweli Równikowy pas ciszy.
Pochowany na cmentarzu w Highgate w północnym Londynie.

### Osobowość Galsworthy’ego
Niezależnie od oceny twórczości literackiej, wspomnienia o Johnie Galsworthym przedstawiają go jako osobę empatyczną i altruistyczną. Zdaniem biografów, współczucie pisarza dla wykreowanych przez siebie postaci szło w parze z miłością bliźniego w realnym życiu. Polski filolog Roman Dyboski, który miał okazję osobiście poznać Galsworthy’ego w 1930 podczas kongresu Pen Clubu w Warszawie, oznajmił wręcz, że  „wielkość jego geniuszu pisarskiego” odpowiadała „wielkości człowieka”. Ponadto zdaniem Dyboskiego, Galsworthy sprawiał wrażenie „skończonego i doskonałego typu gentlemana angielskiego”, którego cechowały szerokie horyzonty intelektualne, niezdolność do nietaktu i nieskażony smak.

## Twórczość

### Juwenilia
Galsworthy chwycił za pióro jako student dobrze zorientowany w życiu „wyższej klasy średniej” (upper middle class), a zarazem odbywający liczne podróże po Europie, toteż tematem jego młodzieńczych prób powieściowych (Jocelyn, 1898 oraz Villa Rubein, 1900) było kołtuństwo i nietolerancja angielskich mieszczan wobec wszystkiego, co inne. Niektóre z tych prób, jak choćby trzy zbiory wierszy czy From the Four Winds (1897) podpisywał pseudonimem John Sinjohn. W kwestii warsztatu prozatorskiego Galsworthy był wówczas mało samodzielny, inspirując się głównie dokonaniami Charlesa Dickensa. Po dickensowsku wykreowani byli przede wszystkim bohaterowie tych utworów, jak np. angielska nauczycielka z Villa Rubein, z ckliwością obserwująca romans dwojga głównych bohaterów, a przy tym pełna wiktoriańskiej pruderii.

### Saga rodu Forsyte’ów
Debiut Galsworthy’ego przypadł na czas, kiedy tryumfującym prądem literackim w Anglii był modernizm, wraz z najbardziej wymownym dla niego terminem: fin de siècle (schyłek wieku). W sferze społecznej wiązało się to z rozkładem samych podwalin mieszczańskiego świata. Niedawny porządek epoki wiktoriańskiej, wraz z jej imperialistyczną potęgą i kultem konwenansów, został przez młode pokolenie oceniony skrajnie negatywnie. Zaczęto dostrzegać w nim obłudę, odstręczający konformizm, dwulicową moralność oraz intelektualną bierność. W tej sytuacji kultura podzieliła się na dwa obozy, „modernistów” i „antymodernistów”: choć bowiem coraz wyraźniej do głosu dochodziła twórczość awangardowa, radykalnie odcinająca się od pogardzanej epoki wiktoriańskiej i związanego z nią starego modelu pisania powieści, wciąż rozwijał się nurt tradycji. Właśnie do tego drugiego należała rewizja pokolenia ojców, obnażanie ich grzechów, zdzieranie pozorów i wyciąganie na tej podstawie wniosków na przyszłość. Taka była też główna ambicja Galsworthy’ego, który w przedmowie do Białej małpy wyznaje:

Oddać kształt i barwę jakiejś epoki to zadanie przekraczające możliwości każdego powieściopisarza, a w bardzo znacznym stopniu przekraczające możliwości niżej podpisanego. Lecz kiedy pisał on tę trylogię, u podłoża jego zamierzeń leżało niewątpliwie pragnienie, by spróbować choć w części wyrazić ducha tej epoki.

Jako krytyka wiktoriańskiej obłudy zamierzona była pierwsza znana powieść Galsworthy’ego, The Island Pharisees (1904). Publikacja przyniosła mu rozgłos. Pisarz stanął tym samym po stronie krytycznego realizmu mieszczańskiego, którego stał się ostatnim znaczącym twórcą. Główna oś fabularna utworu, którą była podróż bezdomnego francuskiego włóczęgi po Anglii, od teatrów, salonów i kół cyganerii artystycznej po szynki, więzienia i wiejskie chaty, skupiała się na konflikcie sumienia z konwenansami społecznymi. Galsworthy, zabierający głos wyraźnie jako przedstawiciel młodego pokolenia, pragnął jednocześnie stworzyć panoramę świata wiktoriańskiego, wychodząc z założenia, iż jako pisarz powinien wyrażać się bezstronnie i obiektywnie. Pisarz pragnął zdystansować się do opowiadanych przez siebie historii, a jednak w początkowej fazie twórczości daje się wyczuć skłonność do satyry. Zbierski zauważa wręcz, że zmagały się w nim wówczas trzy przeciwstawne siły: wielki talent satyryczny, realistyczna obserwacja i przejęcie się ideą społecznej sprawiedliwości.

Spoglądając wstecz na rozciągnięty trakt własnego dzieła, staję się świadkiem nie kończącego się pojedynku w sobie samym, pojedynku między emocjonalną a krytyczną stroną mojej natury, gdzie raz jedna, raz druga strona bierze górę, rzadko godząc się osiągnięciem harmonii ostatecznego kształtu.

Posiadacz uznawany dziś bywa za najlepszą powieść Galsworthy’ego. Akcja Sagi rodu Forsyte’ów rozpoczyna się w 1886. Rodzina Forsyte’ów, symbol całej epoki wiktoriańskiej, wykreowana została właśnie po to, aby stworzyć punkt odniesienia dla obrazu społeczeństwa niedawnej przeszłości, skoro pisarz wyznaje: „przez wczesny wiktorianizm rozumiem to, co reprezentowali starzy Forsyte’owie”, dodając przy tym:

[Epoka] leci tak szybko, że nie sposób ująć jej jako całości; można ją co najwyżej chwytać jak migawkę, kiedy pędzi naprzód, ku swej przyszłości, nie wiedząc jednak, gdzie i kiedy ta przyszłość się wypełni i jaka będzie.

Żona Soamesa, Irena, staje się w Sadze burzycielką porządku ustanowionego przez rodzinę Forsyte’ów; pod jej wpływem świat jaki stworzyli wiktoriańscy dorobkiewicze „poczyna kruszyć się i murszeć od wewnątrz”.
Kontynuacją Sagi miała być kolejna trylogia, Nowoczesna komedia, osadzona w klimacie powojennej Anglii. Jak zdradził autor, tytuł cyklu przedstawia „komediową” rzeczywistość nowego pokolenia, które po wstrząsach historii zatraciło tożsamość i świadomość wartości, do jakich zmierzało dotąd ludzkie istnienie. Koniec lat 20. odmalowany został jako epoka skrajnie odmienna od porządku wiktoriańskiego, pogrążona w relatywizmie, niewierze, braku jakichkolwiek autorytetów; wszystko postawione zostało „pod znakiem zapytania”, zaś kultura przestała mieć rację bytu ustępując niewyjaśnionemu pragnieniu posiadania. „Wobec powszechnego przeludnienia nie ma dziś miejsca, gdzie człowiek mógłby zatrzymać się na dłużej” – napisał Galsworthy we wstępie do trylogii. Jest to czas, kiedy „nie ma absolutnie nic pewnego, nie wydaje się warte zachodu”.
Pomimo tak pesymistycznej wizji współczesności, noblista zdaje się odchodzić od satyrycznego zacięcia swoich pierwszych powieści w stronę akceptacji wad swoich bohaterów. Diametralnej przemianie ulega Soames: wcześniej bezlitosny materialista, pod wpływem uczucia do córki Fleur doprowadza do rozrachunku swojego dotychczasowego życia. Jak pisała Ada Galsworthy we wstępie do następnej i ostatniej trylogii, Koniec rozdziału, John „w swej wędrówce przez życie coraz bardziej kochał człowieka”, wobec czego portrety postaci zaczęły być tworzone z sympatią i współczuciem. Żona pisarza dodaje, że „długa droga dzieli młodego, namiętnego satyryka” wcześniejszych tomów od „pełnego tolerancji, mądrego obserwatora ludzi i zjawisk”. Jego dewizą miały być słowa: „Wielki Boże, pozwól mi zrozumieć”. Stało się to głównym przedmiotem krytyki D.H. Lawrence’a, który zarzucał Galsworthy’emu, że z braku odwagi zaprzepaścił satyryczny talent i poddał się urokowi swoich bohaterów. Zbierski, zauważył wręcz, że Galsworthy podczas pracy nad kontynuacjami Sagi sam stał się jednym z Forsyte’ów.
Dzieje rodziny Forsyte’ów, rozpisane łącznie na dziesięć tomów, zaczynają się w epoce wiktoriańskiej, a kończą na czasach międzywojennych. Zamierzeniem Galsworthy’ego nie było przy tym stworzenie obrazu konfliktów klasowych. Interesowało go raczej życie „szlachetnie urodzonych”, którzy egzystując i bogacąc się w Anglii czasu przemian społecznych, pomimo zdobywanego majątku, „nie czują się zbyt dobrze”, ponieważ „ich wierzenia, tradycje, nastawienie psychiczne jako przestarzałe napełniają ich uczuciem niezdarności”.

### Styl i technika twórcza
Krytycy literaccy, w ślad za samym Galsworthym, określają styl Sagi rodu Forsyte’ów jako „postawę negatywną”; zwłaszcza we wczesnych powieściach pisarz zakłada, że jego rolą jest eksponować „mroczniejszą stronę” psychiki ludzkiej. Galsworthy wielokrotnie zaznaczał: „są rzeczy w ludziach, które lubię, nawet wielbię”, jednak przyjęcie „postawy negatywnej” wiązał on z nadzieją na otrząśnięcie społeczeństwa angielskiego z materializmu, fanatyzmu i hipokryzji. „Takie jest moje podejście. I nie potrafię go zmienić” – wyznawał. Inni krytycy tłumaczyli tę tendencję wrodzonym pesymizmem Glasworthy’ego. W rzeczywistości pisarz dość szybko zdążył przywiązać się do wykreowanych przez siebie postaci, w związku z czym miejsce krytycyzmu zajęła widoczna sympatia nawet w stosunku do czarnych charakterów oraz litość dla ich słabości.
Wśród krytyków literackich często chwalono prozę Galsworthy’ego za obiektywizm oraz bezstronność, które cechują jego obserwacje społeczne.

Nie wiem czy istniał kiedykolwiek epik tak doskonale beznamiętny i bezstronny, którego wszystkie potrzeby twórcze i aspiracje wyczerpywałyby czysty opis otaczającego świata (...). Ta jego cecha jest jednak tylko pozorna. To głównie sprawa techniki pisarskiej. Ani w zakresie przedstawianej filozofii życia, ani w swych społecznych zapatrywaniach Galsworthy nie był bezstronny, choć stanowisko swe ukrywał skrzętnie poza słowami i działaniami postaci.

Gdy się chce określić ten rodzaj doskonałości, którą tchną w każdym szczególe dojrzałe jego utwory, nasuwają się przeważnie określenia negatywne: a więc nie ma tam ani sensacyjnej obfitości wypadków, ani natarczywych apelów do uczucia; nie ma z drugiej strony nadmiaru przytłaczających akcję refleksji ani przesubtelnienia drobiazgowej analizy psychologicznej; nie ma wyrażeń jaskrawie namiętnych lub rażąco wulgarnych, jak też nie ma przerafinowanej delikatności i afektacji w wysłowieniu; nie ma przewlekłych opisów przyrody ani pustego komizmu sytuacyjnego; jest sporo umiejętnych niedomówień w opowiadaniu i nastrojowych przemilczeń w dialogach.

## Galsworthy w oczach krytyki
Nie wytykam sobie żadnego świadomego celu, z wyjątkiem wyrażania samego siebie, moich uczuć, temperamentu, mojej wizji życia. Nie zwracam się do żadnej określonej grupy czy warstwy czytelniczej i nie interesuje mnie, jakie pouczenia czy przesłania wynikają dla nich z moich dzieł. Ci, których konstytucja duchowa upodabnia się do mojej, zareagują na ogół pozytywnie, inni po prostu mnie odrzucą.

## Odbiór twórczości
Sfilmowany w końcu lat 60. XX w. w brytyjskim serialu telewizyjnym cykl powieści Galsworthy’ego o rodzie Forsyte’ów cieszył się dużą popularnością w wielu krajach świata, powodując również ponowne zainteresowanie twórczością pisarza.

## Wybrane odznaczenia i nagrody
- 1919 Order Korony ze Złotymi Palmami (Belgia)
- 1929 Order Zasługi (Wielka Brytania)
- 1932 Literacka Nagroda Nobla

Doktoraty honorowe
- 1922 Uniwersytet w St Andrews
- 1927 University of Manchester
- 1929 University of Dublin
- 1930 Uniwersytet w Cambridge, University of Sheffield
- 1931 Uniwersytet Oksfordzki, Uniwersytet w Princeton

## Publikacje
- Z czterech stron wiatru (1897)
- Jocelyn (1898)
- Villa Rubein (1900)
- Karawana (1900) – zbiór opowiadań
- Człowiek z Devon (1901) – zbiór opowiadań
- Wyspiarscy faryzeusze (The Island Pharisees, 1904)
- Trylogia Saga rodu Forsyte’ów (The Forsyte Saga)
  - Posiadacz (The Man of Property, 1906)
  - W matni (In Chancery, 1920)
  - Do wynajęcia (To Let, 1921)
- Srebrna papierośnica (1906)
- Walka (Strife, 1909) – dramat
- Sprawiedliwość (Justice, 1910) – dramat
- Droga świętego (A Saint’s Progress, 1919)
- Na śmierć i życie (The Skin Game, 1920) – dramat
- Trylogia Nowoczesna komedia (The Modern Comedy)
  - Biała małpa (The White Monkey, 1924)
  - Srebrna łyżka (The Silver Spoon, 1926)
  - Łabędzi śpiew (Swan Song, 1928)
- Trylogia Koniec rozdziału (End of the Chapter)
  - Dziewczyna czeka (Maid in Waiting, 1930)
  - Kwiat na pustyni (Flowering Wilderness, 1932)
  - Za rzeką (Over the River, 1933)